# Denn (Eifel)
Denn war eine Ortschaft im Bereich der heutigen Gemeinde Ahrbrück in Rheinland-Pfalz. Die Ortschaft wurde im Rahmen der Schaffung des Luftwaffenübungsplatz Ahrbrück als erste geräumt (Bekanntgabe: 27. November 1937, Räumung zum 1. März 1938). Nach Ende des Zweiten Weltkrieges wurde der Ort wieder besiedelt. Der alte Name „Denn“ wurde jedoch nicht mehr verwendet. Der Ort wurde als Ahrbrück geführt.
Im Rahmen der Kommunalreform 1969 wurden die drei bis dahin selbstständigen Orte Ahrbrück, Pützfeld und Brück (Ahr) zur Gemeinde Ahrbrück verschmolzen.

## Geschichte

### Erste urkundliche Erwähnung
1265 wurde im Vertrag zwischen dem Kölner Erzbischof und Walraf von Jülich der Ortsname „DEHNE“ erstmals erwähnt. Denn litt wie alle Gemeinden im Dreißigjährigen Krieg unter den Söldnern. 1637 wurde die Rochuskapelle gebaut. Im Jahr 1711 ist die Erbauung einer Mühle am Kesselinger Bach in Denn protokolliert. 1794 wurde in der französischen Besatzung der Rheinlande Denn zu Marie Brück und Kanton Ahrweiler zugeordnet. 1802 gehört Denn – wie alle linksrheinischen Gebiete – zu Frankreich. 1809 fielen diese Gebiete an Preußen. 1818 wurde eine Schule gebaut. 1836 gehörte Denn zum Bürgermeisteramt Brück. 1925 erfolgte die feierliche Einweihung der renovierten Rochuskapelle.

### Räumung

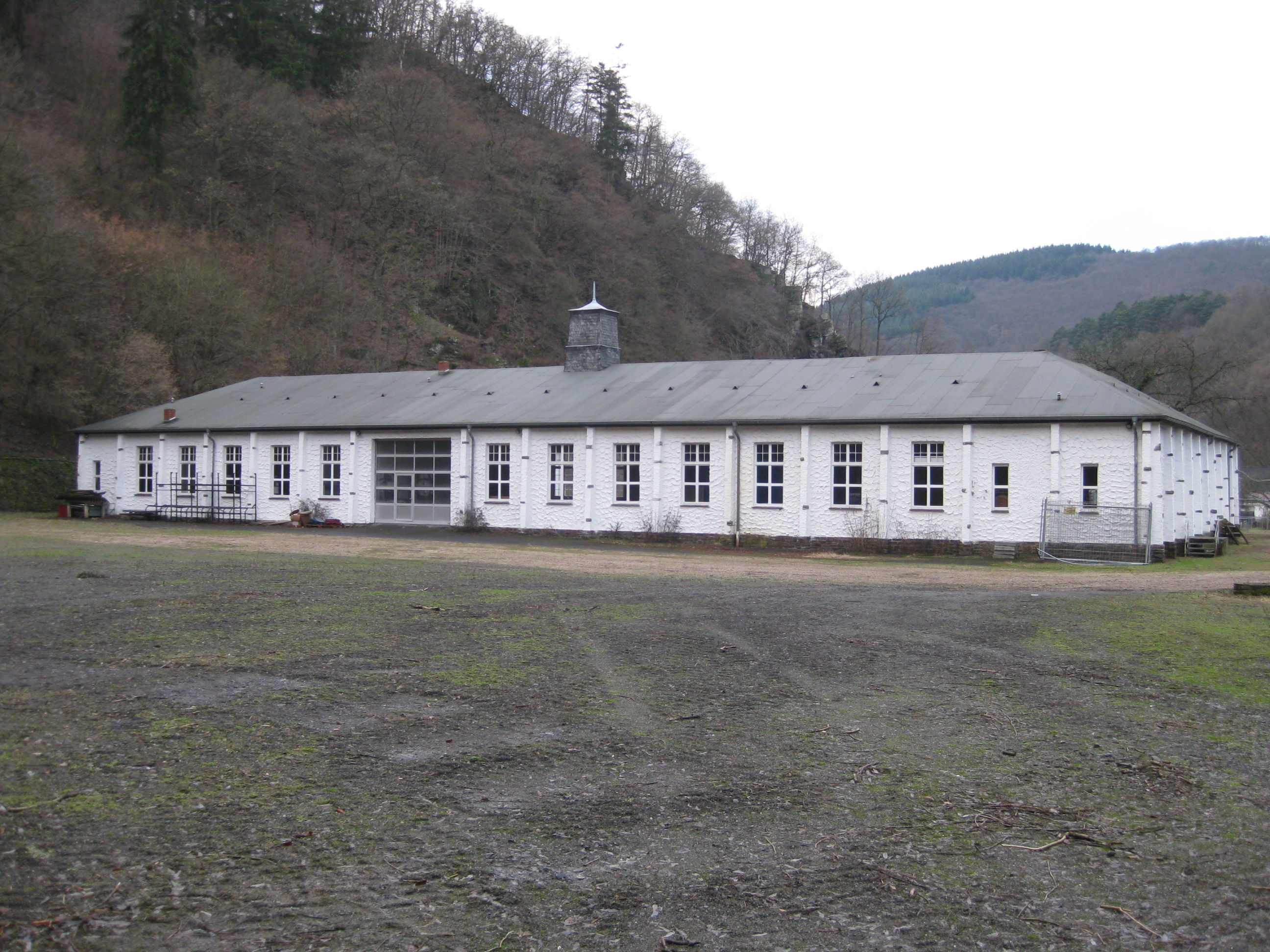
Ehemaliges Wehrmachtsgebäude in Denn (heute Ortsteil Ahrbrück, südl. der L85)

Nach der Remilitarisierung des Rheinlandes im März 1936 wurden erste Gerüchte über eine militärische Nutzung der Region und die damit verbundene Räumung der Dörfer bekannt. Im April 1937 wurden die Bewohner der zwölf Dörfer vom Regierungspräsidenten in Koblenz offiziell über die Räumung des Gebiets informiert. Aufgrund einer Anfrage vom Mai 1937 teilte Hermann Göring, Oberbefehlshaber der deutschen Luftwaffe in einem Schreiben an den damaligen Bischof von Trier, Franz Rudolf Bornewasser, mit: „Es läßt sich leider nicht vermeiden, daß die Bewohner des für den Luftwaffenübungsplatz benötigten Geländes umgesiedelt werden, weil ihr Verbleiben wegen der Gefährdung durch den Übungsbetrieb nicht möglich ist. Mit der Durchführung der Umsiedlung habe ich die Reichsumsiedlungsgesellschaft beauftragt.“ Die Reichsumsiedlungsgesellschaft (RUGes) richtete Mitte 1937 in Ahrweiler eine Zweigstelle ein und begann damit, von hier aus den Ankauf der Grundstücke und die Räumung der Dörfer zu organisieren. Insgesamt wurden rund 3000 Kaufverträge abgeschlossen und 13.000.000 Reichsmark gezahlt. Als neuer Eigentümer wurde das Deutsche Reich (Reichsfiskus Luftfahrt) in den Grundbüchern eingetragen.
Am 27. November 1937 wurden die vorgesehenen Räumungstermine bekannt gegeben. Für die Gemeinde Denn war als Abschluss der Räumung der 1. März 1938 vorgesehen, in drei Abschnitten folgten bis zum 1. Mai 1939 die übrigen Ortschaften. Von der Umsiedlung waren 400 Familien mit über 2400 Personen betroffen. Vor der Räumung des Gebiets gab es hier etwa folgenden Viehbestand: 60 Pferde, 1400 Stück Rindvieh, 1100 Schafe, 520 Schweine, 320 Ziegen und 4400 Hühner.
Als erstes Dorf wurde Denn geräumt und am 1. März 1938 an die Luftwaffe übergeben. Hier wurde die Kommandantur eingerichtet. Die Räumungen von Fronrath, Cassel und Watzel waren im November 1938 abgeschlossen. Als letztes konnte am 23. Dezember 1939 die Räumung von Blasweiler nach Berlin gemeldet werden.
Im April 1938 wurden die letzten zehn Familien zwangsevakuiert.
Im März 1945 wurde die Region von der US-Army erobert und im Juli 1945 an die Franzosen übergeben. Als ehemaliges Eigentum der Wehrmacht kam der Luftwaffenübungsplatz zunächst in den Besitz der französischen Besatzungstruppen und wurde durch den Landesgouverneur von Rheinland-Pfalz, den Großwildjäger Hettier de Boislambert, als persönliches Jagdreservoir genutzt, denn der Wildbestand hatte nach dem Krieg enorm zugenommen.

### Wiederbesiedlung
Durch Erlass des französischen Generalgouverneurs Hettier de Boislambert vom 13. November 1946 wurde das Gelände zur Wiederbesiedlung freigegeben. Am 20. Dezember 1946 wurde durch den Oberpräsidenten von Rheinland-Hessen-Nassau Wilhelm Boden das vorher von der Wehrmacht in Anspruch genommene Gebiet als Siedlungs- und Umlegungsgebiet bestimmt und das „Kulturamt Adenau“ mit der Planung und Durchführung der Wiederbesiedlung beauftragt. Siedlungsträger wurde der zu diesem Zweck gegründete „Siedlungsverband Ahrbrück“.
Die Landzuteilung sollte vornehmlich an Rücksiedler erfolgen. Über die Abgrenzung der für die landwirtschaftliche Nutzung geeigneten Flächen und für die forstwirtschaftlichen Flächen bestand Einvernehmen zwischen Siedlungsverband, Landeskultur-Verwaltung und Forstverwaltung. Das Siedlungsprojekt umfasste rund 10.000 Hektar, davon sollten 1500 Hektar landwirtschaftlich genutzt werden.
Im Jahr 1949 hatte das „Siedlerhilfswerk Schleswig-Holstein e. V.“ von dem Siedlungsprojekt in der Eifel erfahren. Nach Vorarbeit und Verhandlungen des Siedlungsbeauftragten des Caritasverbands Schleswig-Holstein e. V., Erich Kluckert, wurde im Februar 1950 entschieden, im überwiegend katholischen „Gutsbezirk Ahrbrück“ neben den einheimischen Rücksiedlern auch katholische Bauern aus dem Ermland ansässig zu machen. Denn in Schleswig-Holstein lebten auch zahlreiche Heimatvertriebene, die sich mit Vieh und Gerätschaften aus dem Ermland dorthin gerettet hatten.

### Kirche
Siehe: Rochuskapelle (Ahrbrück)